# ジョセフ・ド・ヴィレール
初代ヴィレール伯ジャン＝バティスト・ギヨーム・マリー・アン・セラフィン・ジョセフ（フランス語: Jean-Baptiste Guillaume Joseph Marie Anne Séraphin、1773年4月14日 – 1854年3月13日）、または単にジョセフ・ド・ヴィレール（Joseph de Villèle）は、フランス復古王政の政治家。1821年から1828年まで首相を務めた。

## 生涯
1773年4月14日にトゥールーズで生まれ、海軍軍人になるための教育を受けた。1788年7月にブレストで海軍に入隊、西インド諸島や東インド諸島に駐留した。恐怖政治期にブルボン島（現レユニオン）で逮捕され投獄されたが、1794年7月のテルミドール9日のクーデターで釈放された。ブルボン島で不動産を購入して、1799年には裕福なパノン・ドバサン・ド・リッシュモン家の娘と結婚した。
ブルボン島の植民地議会でパリからの影響力を排除しつつ、現地民がフランス支配への不満によりイギリスに保護を求めることも阻止した。1802年にナポレオン・ボナパルトがシャルル・マテュー・イジドール・ドカンをブルボン島に派遣したことでブルボン島は侵攻の脅威から免れ、ヴィレールは1807年に帰国した。帰国後はトゥールーズ市長を務め、オート＝ガロンヌ県議会の議員を務めた。1814年にフランス復古王政が成立すると王政支持を表明して、1814年から1815年までトゥールーズ市長を務めたほか、1815年のまたと見出しがたい議会ではオート＝ガロンヌ県選出議員を務めた。1814年憲章を民主的すぎるとして反対したため、ユルトラ王党派の一員とされる。
1816年フランス代議院選挙ではユルトラ王党派の勢力が後退したが、ヴィレールは自派からもっとも無害な指導者として、与党からはユルトラ王党派のなかの穏健派として目されて名声が上がった。そのため、ルイ16世の処刑に賛成票を投じたアンリ・グレゴワールの議会復帰、ベリー公シャルル・フェルディナン・ダルトワの暗殺（1820年）といった事件で王党派が支持を集め、首相のリシュリュー公爵が王党派2名を無任所大臣として入閣させたとき、ヴィレールはそのうちの1人に選ばれた。ヴィレールは1年もたたずに辞任したが、1821年末にリシュリュー公爵が失脚すると組閣し、自身は財務大臣を兼任した。
廷臣ではなかったものの、宮廷にデュ・ケーラ夫人などの味方がおり、国王ルイ18世も1822年にヴィレールを伯爵に叙して支持を与えた。ヴィレールは即座に出版法を改正して規制を強め、スペイン立憲革命への介入は当初消極的だったもののマテュー・ド・モンモランシーとフランソワ＝ルネ・ド・シャトーブリアンに押し切られて介入し、革命の鎮圧に成功した。自由主義者が多数を占める貴族院ではルイ18世を説得して27人を叙爵させ、貴族院における国王の影響力を強めた。スペイン立憲革命への介入成功により国王が支持されたため、1824年フランス代議院選挙で王党派が圧勝、さらに同年にルイ18世が崩御して反動的なシャルル10世が即位した。
シャルル10世の治世ではさらに反動的な政策を推進した。たとえば、1815年以来の財政政策で国債の利率が5%から4%に減じられたため、支払う利子の金額が減ったが、ヴィレールは浮いた資金で亡命貴族10億フラン法を制定して亡命貴族に補償金を与えた。このほかにも涜聖法で涜聖の刑罰を死刑と定め、国民衛兵を解散するなどして支持を失い、1827年11月に76名を貴族に叙するものの支持を挽回できず、1827年フランス代議院選挙で敗北した。これによりヴィレールは首相を辞任、後任は穏健派のマルティニャック子爵となった。
マルティニャック子爵内閣は就任の条件としてヴィレールを貴族院に移らせ、ヴィレールはそれ以降政界から引退して回想録の著述に専念した。1854年3月13日に死去した時点では回想録が1816年の出来事までしか完成していなかったが、死後にヴィレールの文通集をもとに遺族が回想録（Mémoires et correspondance du comte de Villèle）を完成し、1887年から1890年にかけて5巻で出版した。